# De la recherche de la vérité
De la recherche de la vérité. Où l’on traite de la Nature de l’Esprit de l’homme, et de l’usage qu’il en doit faire pour éviter l’erreur dans les Sciences (1674-75) est une œuvre de Nicolas Malebranche. Elle est composée de six livres, et d’Éclaircissements.
Au chapitre IV du Livre I, Malebranche expose ainsi le programme du traité : « Premièrement, on parlera des erreurs des sens ; secondement, des erreurs de l’imagination, en troisième lieu, des erreurs de l’entendement pur ; en quatrième lieu, des erreurs des inclinations ; en cinquième lieu, des erreurs des passions ; enfin après avoir essayé de délivrer l’esprit des erreurs auxquelles il est sujet, on donnera une méthode générale pour se conduire dans la recherche de la vérité ».

## Contenu

### Livre I
Des erreurs des sens.
Dans le premier Livre, consacré aux erreurs des sens, Malebranche commence par poser en philosophe chrétien que la liberté, c’est-à-dire le mauvais usage de la volonté, est la véritable cause de nos erreurs.
Puis, il analyse les erreurs de la vue à l’égard de l’étendue en soi, les erreurs des yeux touchant les figures (les limites de la perception concernant les plus petites et l’inexactitude concernant les grandes), les erreurs visuelles concernant la grandeur ou la vitesse du mouvement considéré en soi ainsi que le repos. Puis il passe aux erreurs touchant les qualités sensibles. Ici, Malebranche montre que ce sont les faux jugements qui accompagnent nos sensations et que nous confondons avec elles, qui sont la cause de ses erreurs, et non la sensation elle-même.
Dans le chapitre XVI, Malebranche montre que les erreurs des sens nous servent de principes généraux pour tirer de fausses conclusions qui servent de principes à leur tour. Il en déduit que les formes substantielles et autres erreurs de la scolastique en furent la conséquence.
En morale, il pense que les sens n’offrent que de faux biens, lesquels sont l’origine des erreurs des épicuriens et des stoïciens qui préfèrent ces faux biens à Dieu (qui constitue le seul véritable Bien).
Les sens sont donc à l’origine d’erreurs dont les conséquences vont bien au-delà de la sensation et s’étendent aux domaines de la connaissance et de la morale.
À la fin du livre I, Malebranche conclut que nous devons douter de ce que nos sens nous rapportent et autant que possible limiter leur usage à la conservation de notre corps.

### Livre II
De l’imagination .
Le livre II est consacré aux erreurs de l'imagination. Malebranche commence par y élaborer une théorie purement physiologique de l'imagination reposant sur la théorie des esprits animaux de Descartes. L'aire, le chyle, les nerfs, mais aussi le vin sont des causes du changement des esprits indépendants de la volonté mais soumis à la providence.
Malebranche analyse ensuite les causes psychologiques qui influencent à plus long terme les fibres du cerveau, telles que la mémoire, les habitudes… Soumettant cette analyse aux variations de l'âge et du sexe, il examine les communications entre le cerveau de la mère et de son enfant, entre  le cerveau et les autres parties du corps et voit dans l'influence  de l'imagination une explication de la génération des enfants monstrueux.
Il analyse ensuite les changements de l'imagination de l'enfant par l'influence de sa mère et de ses proches. Puis viennent les changements de l'imagination sous l'influence des études et de la lecture. Là, il critique la soumission à l'autorité, les commentateurs serviles et au contraire les inventeurs de nouveaux systèmes qui le plus souvent ne se préoccupent que de leurs propres fantaisies et enfin les sceptiques qui « regardent toutes choses qu'on leur dit comme de simples opinions ».
Enfin, après avoir considéré la faculté d'imitation comme l'origine de la communication des erreurs qui dépendent de la puissance de l'imagination, Malebranche analyse « la communication contagieuse des imaginations fortes ». Distinguant les fous véritables et les autres, il analyse leur puissance de persuasion à travers la critique sévère de certains auteurs (Tertullien, Sénèque et Montaigne qu'il exècre particulièrement), mais aussi des sorciers et des loups-garous qui sont de purs produits d'une imagination déréglée. Le livre se termine par une mise en garde contre les visions de l'imagination et leur communication aux autres hommes.
Si le Livre II, typique de la philosophie classique et du rationalisme se caractérise par une critique virulente de l'imagination, toujours suspectée de perturber le bon fonctionnement de l'entendement, Malebranche se singularise par son approche positive et physiologique des fonctions cérébrales, la finesse de ses analyses et le sens de l'observation et enfin par la volonté de concevoir l'imagination et ses dérèglements comme un signe de la chute de l'homme et de la présence en lui du péché originel dont il défend, comme Augustin, la théorie de la propagation sexuelle.

### Livre III
De l’entendement ou de l’esprit pur.
Dans la première partie, Malebranche expose une théorie de l'entendement ou « esprit pur » proche de celle de Descartes.
Considérant la pensée comme l'essentiel de l'esprit dont la sensation et l'imagination ne sont que des modifications, Malebranche pense comme Descartes que la limitation de l'esprit qui est borné et incapable de comprendre ce qui vient de l'infini est à l'origine des erreurs de l'entendement. Mais il en tire une conclusion peu cartésienne : Dieu étant infini, il faut soumettre l'esprit fini à la foi afin d'éviter de tomber dans l'hérésie.
Critiquant ensuite les philosophes qui sombrent le plus souvent dans la confusion par manque de méthode et d'application dans leurs études, il loue, à la suite de Descartes, les géomètres « principalement ceux qui se servent de l'algèbre et de l'analyse » et pense que la méthode géométrique, contrairement à la logique d'Aristote, augmente la force de l'esprit. Enfin, la volonté, par son inconstance entraîne l'esprit vers les plaisirs de la terre et l'éloigne de la contemplation des idées pures parmi lesquelles les plus grandes vérités de la morale chrétienne.
La seconde partie expose la théorie des idées en Dieu qui est la plus originale contribution de Malebranche à l'histoire de la philosophie.
Malebranche affirme que l'on ne peut apercevoir les objets qui sont hors de nous par eux-mêmes. Ce n'est donc pas les objets que l'âme perçoit, mais les idées de ses objets. On ne peut donc apercevoir « les choses qui sont hors de l'âme » que par le moyen des idées. Ces choses sont de deux sortes : les spirituelles et les matérielles. Si les choses spirituelles n'ont pas besoin d'idées pour se communiquer, l'esprit ne peut voir qu'en Dieu les idées ou représentations spirituelles des êtres créés. En Dieu, on ne voit donc pas l'essence ou la substance divine, mais « la matière divisible, figurée, etc ». Selon Malebranche, cette théorie qui déroute le bon sens  a pour avantage de mettre « les esprits créés dans une entière dépendance de Dieu ». Malebranche se situe ensuite par rapport à Saint Augustin : tandis que ce dernier pense que l'on voit en Dieu les vérités éternelles, lui pense que l'on voit en Dieu aussi les choses changeantes et corruptibles. Malebranche ne nie donc pas l'existence du monde matériel, il nie seulement qu'on puisse le percevoir directement, sans passer par la vision en Dieu. Dieu éclaire donc l'esprit par sa propre substance, car étant intelligible par lui-même, il n'a pas besoin d'idées pour se communiquer. L'homme tire donc toutes ses connaissances de l'union de son esprit avec Dieu. Autre conséquence : on connaît Dieu par lui-même, quoique d'une manière très imparfaite tandis « que l'on connaît  les choses corporelles par leurs idées, c'est-à-dire en Dieu, puisqu'il n'y a que Dieu qui renferme le monde intelligible, où se trouvent les idées de toutes choses ». Quant à l'âme, on ne la voit point par son idée en Dieu, mais on ne la connaît que par conscience. « Nous ne savons de notre âme que ce que nous sentons se passer en nous ». Cette connaissance est donc très imparfaite et n'atteint pas le degré de certitude avec lequel nous connaissons les idées telles que l'étendue. Enfin, « les idées qui nous représentent quelque chose hors de nous ne sont point des modifications de notre âme ». Toutefois, la connaissance qu'a l'âme d'elle-même par le « sentiment intérieur suffit pour en démontrer l'immortalité, la spiritualité, la liberté ». Mais, tandis que cette connaissance est imparfaite, mais vraie, la connaissance que nous avons des corps par le même sentiment est non seulement imparfaite, mais fausse. L'idée que nous avons des corps corrige donc « les sentiments que nous en avons ». 
Quant aux âmes des autres hommes et des pures intelligences (les intelligences incorporelles ou angéliques), on ne les connaît ni en elles-mêmes, ni par leurs idées, ni par conscience, mais seulement par conjecture, en leur attribuant nos propres sentiments. Ces conjectures sont souvent fausses, comme de penser que les autres doivent me ressembler dans leurs goûts ou leurs aversions. 
Identifiant Dieu à l'idée générale de l'être, il en fait cependant « une des principales causes de toutes les abstractions déréglées de l'esprit et par conséquent de toute cette philosophie abstraite et chimérique » (l'aristotélisme) qui abuse « des termes généraux d'acte, de puissance, de cause, d'effet, de formes substantielles, de facultés, de qualités occultes, etc ». Il leur oppose l'usage des idées distinctes telles que la figure, la divisibilité, l'impénétrabilité et l'étendue  qui « est l'essence de la matière ». Ses idées réelles peuvent seules produire une science réelle, tandis que « les idées générales et de logique ne produiront jamais qu'une science vague, superficielle et stérile ».

### Livre IV
Des inclinations ou des mouvements naturels de l’esprit. 
Ce livre traite des inclinations qui sont aux esprits ce que les mouvements sont aux corps. Il traite de l'inclination au bien, de la curiosité, de l'amour propre et des faux jugements qu'il entraîne lorsque nous nous situons au-dessus des autres, de la science et des jugements des faux savants, des inclinations pour la dignité, les richesses, les plaisirs qui nous empêchent de découvrir la vérité et qu'il faut donc fuir, de l'amitié qui nous pousse à approuver les pensées de nos amis et à les tromper par de fausses louages. Sans désapprouver foncièrement ces inclinations, Malebranche souligne les faiblesses d'un esprit constamment soumis à l'erreur et au pêché. 

### Livre V
Des passions.
Ce livre traite des passions auxquelles on doit sans cesse résister. Malebranche critique l'admiration et ses mauvais effets, mais il en montre aussi le bon usage, puis il examine l'amour et l'aversion. Les passions qui ont le mal pour objet sont les plus dangereuses tandis que les passions les plus vives et les plus sensibles sont le moins accompagnées de connaissance.

### Livre VI
De la méthode.
Ce livre traite des moyens pour conserver l'évidence dans la recherche de la vérité. Si les passions et les sens peuvent être mises au services de l'attention de l'esprit, Malebranche insiste sur l'utilité de la géométrie, de l'arithmétique et de l'algèbre pour augmenter l'étendue et la capacité de l'esprit ou résoudre des problèmes de mécanique. Il montre que les erreurs des philosophes de l'école viennent du non respect des règles que Descartes a fort bien observées concernant les idées claires et distinctes par opposition aux idées fausses et confuses des sens et des idées vagues et indéterminables de la pure logique qui ont pour origine les principes de la philosophie d'Aristote qu'il critique directement.

## Réception etÉclaircissements
Lors de la publication du traité, le premier publié par Malebranche, ses contemporains en retinrent surtout le cartésianisme : dualisme de la pensée et de l'étendue, règle de l'évidence, méthode utilisant les Regulae de Descartes, influence de la Dioptrique et du Traité de l'homme, physique cartésienne. Même la conception de l'âme, simple occasion des mouvements du corps, pouvait être tirée des cartésiens La Forge et Cordemoy. Malebranche apparaît encore comme l'un des nombreux cartésiens essayant de se relier à l'augustinisme.
La rupture avec le cartésianisme intervient avec la publication des Éclaircissements sur la recherche de la vérité (1678). Les éclaircissements 1 et 2 développent la théorie de la liberté. Si le 10e Éclaircissement critique directement la thèse cartésienne de la création volontaire des vérités éternelles tout en plaçant en Dieu « l'étendue intelligible », idée qui sera ensuite durement critiquée par Antoine Arnaud dans son Traité des vraies et des fausses idées;  d'autres insistent sur la transmission du pêché originel (8e et 11e) ou développent pleinement l'occasionnalisme et ses conséquences. Le 11e traite aussi de l'absence d'idée claire de l'âme et le 15e critique la thèse scolastique de l'efficacité des causes secondes. Le Dernier Éclaircissement de 1712, consacré à l'optique, développe la théorie des jugements naturels qui sont l'origine d'une foule de connaissances naturelles, par exemple sur les insectes, lesquelles nous informent de la sagesse divine qui se manifeste dans ses œuvres. 
Jusqu'alors centrée sur l'homme, la pensée de Malebranche opère ici un retournement théocentrique. Désormais, tout part de Dieu. Tous les rapports physiques, comme toutes les valeurs morales, ne sont que l'expression d'un Ordre immuable. Dieu ordonne toute chose par sa volonté qui se règle sur sa sagesse. Les vérités sont incréées, elles sont coéternelles à la substance divine. Comme l'homme ne perçoit toutes choses qu'en Dieu, son devoir est de connaître l'univers comme Dieu le connaît, en y découvrant les vérités éternelles. Selon l'ordre de ses vérités, les lois qui règlent l'univers sont générales. La raison en est que la loi la plus simple est la plus générale. Dieu gouverne donc le monde par les voies les plus simples qui seules sont conformes et dignes de sa Sagesse éternelle et immuable. Tout, des corps jusqu'à Jésus-Christ, est conduit par cette Sagesse et cet Ordre immuables dont le dessein est la meilleure expression possible des perfections divines. La création n'est donc pas une fin en soi. Elle n'est qu'un moyen permettant le retour de l'esprit vers son créateur. Ce n'est pas la création, mais Dieu qui est parfait. Finalement, Dieu n'a d'autre fin que lui-même.
"C' est une vérité incontestable, que Dieu ne peut avoir d'autre fin principale de ses opérations que  lui-même, et qu'il peut avoir plusieurs fins moins principales, qui tendent toutes à la conservation des êtres qu'il a créés. Il ne peut avoir d'autre fin principale  que lui-même; parce qu'il  ne peut pas errer, ou mettre sa dernière fin dans les êtres qui ne renferment pas toute sorte de biens."